# Balázs Gajdó
Balázs Gajdó (* 27. Juli 1998 in Târgu Secuiesc) ist ein rumänischer Eishockeyspieler, der seit 2017 erneut beim CSM Corona Brașov in der rumänischen Eishockeyliga und der multinationalen Ersten Liga spielt.

## Karriere

### Club
Balász Gajdó, der der ungarischsprachigen Minderheit der Szekler in Rumänien angehört, begann seine Karriere beim ASC Corona 2010 Brașov, für den er in den rumänischen U18- und U20-Ligen spielte. In der Saison 2015/16 kam er zu ersten Einsätzen im Erwachsenenbereich. 2016 wechselte Gajdó in die rumänische Hauptstadt, wo er mit Steaua Bukarest in der rumänischen Eishockeyliga spielte. Seit 2017 steht er wieder beim ASC Corona 2010 Brașov, der sich seit 2019 CSM Corona Brașov nennt, unter Vertrag. Für seinen Club steht er in der Ersten Liga und zudem in der rumänischen Eishockeyliga auf dem Eis steht. Mit den Kronstädtern wurde er 2019, 2021 und 2023 Rumänischer Meister und 2021 auch Pokalsieger.

### International
Balász Gajdó spielt international im Gegensatz zu anderen Szeklern, die für Ungarn antreten, für sein Geburtsland Rumänien. Im Juniorenbereich nahm er an den U18-Weltmeisterschaften 2015 und 2016 sowie den U20-Weltmeisterschaften 2016, 2017 und 2018 jeweils in der Division II teil.
Sein Debüt in der Herren-Nationalmannschaft gab Gajdó bei der Olympiaqualifikation für die Winterspiele in Peking 2022. Zudem spielte er bei der 2023 in der Division I. Auch bei der Olympiaqualifikation für die Winterspiele in Mailand 2026 spielte er für Rumänien.

## Erfolge
- 2015 Aufstieg in die Division I, Gruppe A, bei der U18-Weltmeisterschaft der Division II, Gruppe B
- 2016 Aufstieg in die Division I, Gruppe A, bei der U20-Weltmeisterschaft der Division II, Gruppe B
- 2019 Rumänischer Meister mit dem ASC Corona 2010 Brașov
- 2021 Rumänischer Meister und Pokalsieger mit dem CSM Corona Brașov
- 2023 Rumänischer Meister mit dem CSM Corona Brașov

## MOL-/Erste-Liga-Statistik
(Stand: Ende der Saison 2022/23)